# حديقة سالونجا الوطنية
سالونجا ناشونال بارك هي حديقة وطنية في جمهورية الكونغو الديمقراطية تقع في حوض نهر الكونغو. تُعد أكبر غابة استوائية إفريقية حيث تقوم بتغطية 36,000 كيلو متر مربع. توجد حيوانات عديدة في هذه الحديقة من ضمنها: قردة البونوبو، وقردة سالونجا، والكولُبُسات الحمراء من (Tshuapa)، وطاووس الكونغو، وفيلة الغابة، والتماسيح النحيلة ذات الخطومالإفريقية. تم إدراج الحديقة ضمن مواقع التراث العالمي لليونسكوفي عام 1984. وبسبب الحرب الأهلية في النصف الشرقي للدولة، تم إضافتها لقائمة التراث العالمي المعرض للخطر في عام 1999.
يُمكن الوصول إلى معظم أجزاء الحديقة من خلال النهر. يُمكن الدخول إلى الإقليم الجنوبي الذي يسكنه شعب الإياليما (Iyaelima people) عن طريق لوكورو (Lokoro)، الذي يتدفق خلال المركز، ولوكولو (Lokolo) في الجزء الشمالي و لولا (Lula) في الجنوب. وقد أصبح الإقليم موقعًا للدراسات الخاصة بقردة البونوبو المتواجدين في الحياة البرية.
توجد أعداد أكبر من قردة البنوبو بالقرب من مستوطنات الإياليما (Iyaelima) بشكلٍ أكبر من أي مكانٍ آخر في الحديقة، ويرجع هذا إلى قيام شعب الإياليما بدورٍ كبيرٍ في الحفاظ على الحيوانات.